# 勒讷富尔
勒讷富尔（法語：Le Neufour，法語發音：[lə nœfuʁ]）是法国默兹省的一个市镇，属于凡尔登区。

## 地理
勒讷富尔（49°7'54"N, 4°58'55"E）面积0.92 平方千米，位于法国大東部大區默兹省，该省份为法国西北部内陆省份，北与比利时接壤，西接马恩省和阿登省，南至上马恩省和孚日省，东临默尔特-摩泽尔省。
与勒讷富尔接壤的市镇（或旧市镇、城区）包括：阿戈讷地区弗洛朗、聖默努、勒克朗、阿戈讷地区克莱蒙、莱西莱特。

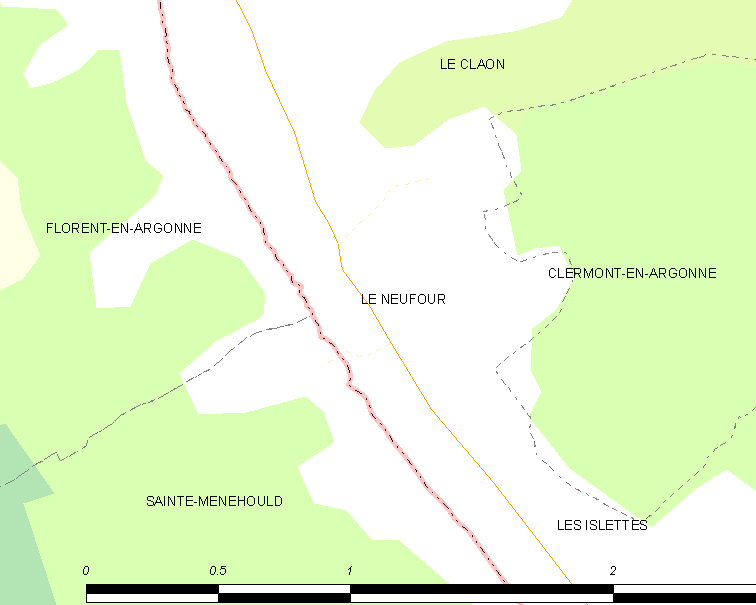
勒讷富尔的OSM定位图

勒讷富尔的时区为UTC+01:00、UTC+02:00（夏令时）。

## 行政
勒讷富尔的邮政编码为55120，INSEE市镇编码为55379。

## 政治
勒讷富尔所属的省级选区为阿戈讷地区克莱蒙县。

## 人口

1962-2008年间勒讷富尔人口变化图示

勒讷富尔于2022年1月1日时的人口数量为54人。